# Oleksandrivs'k
Oleksandrivs'k (Ucraino: Олександрівськ; russo: Александровск) è un centro abitato dell'Ucraina, situato nell'oblast' di Luhans'k. Dall'aprile 2014 è de facto parte della Repubblica Popolare di Lugansk.